# Aisone
Aisone es una localidad y comune italiana de la provincia de Cuneo, región de Piamonte, con 261 habitantes.

## Evolución demográfica
| Gráfica de evolución demográfica de Aisone entre 1861 y 2001 |
|                                                              |
| Fuente ISTAT - elaboración gráfica de Wikipedia              |